# Miguel de los Santos (presentador)
Miguel de los Santos (Valdemoro, Madrid, 30 de julio de 1936) es un presentador de televisión español.

## Biografía
Debutó como locutor en Radio SEU en 1954, y de ahí pasó a Radio Nacional de España, Radio Intercontinental y finalmente, en 1965, a la Cadena SER, en la que condujo el programa musical Fórmula 45.
En cuanto a su trayectoria en televisión, tras vencer la primera edición del concurso de descubrimiento de nuevos talentos Caras nuevas, ingresó en TVE en 1959, con el programa Dos en uno. En los siguientes años se mantendría alejado de las cámaras para centrar su actividad en el mundo de la radio, medio en el que desarrolla una prolífica labor colaborando con la Cadena SER en programas como Fórmula 45, Carrera de éxitos, Hoy es domingo o Vacaciones en España, así como en Los 40 principales.
Regresa a Televisión Española en 1969 para presentar el espacio de Valerio Lazarov Especial pop, al que seguiría otro programa musical: Voces de oro (1971-1972), programa que emitía imágenes previamente grabadas de los más importantes cantantes de la época.
En los siguientes años, se suceden distintos programas en Televisión española, casi todos ellos relacionados con el mundo de la música: La gran ocasión (1972-1974), que pretendía ser una plataforma para el descubrimiento de jóvenes talentos, Con otro acento (1976), centrado en dar a conocer la realidad de Latinoamérica, Mundo noche (1978), el programa de entrevistas Retrato en vivo (1979-1982), De ahora en adelante (1981-1982) y Viento, madera y barro (1984).
Alejado durante años del mundo de la televisión, en 1995 regresó de nuevo a TVE con América Total (1995-2004), una serie de documentales sobre el continente americano y en 2005 dirigió el espacio España innova de carácter divulgativo, presentado por Sandra Sutherland.
En 2002 se le concedió el Premio Antena de Oro Extraordinaria.
En 2018 escribió el libro autobiográfico "Relatos de mi memoria" (editorial Abomey Maquetren. ISBN 978-84-948391-2-2).
| Predecesor: José Luis Uribarri | Festival de Eurovisión Española Comentarista 1977-1982 | Sucesor: José Miguel Ullán |